# Giovanni Romeo
Giovanni Romeo (Procida, 1949) è uno storico italiano.

## Biografia
Professore ordinario di Storia moderna presso l'Università Federico II di Napoli, dove ha conseguito la laurea in Lettere classiche nel 1971.
Ha concentrato le sue ricerche sulla storia sociale e religiosa dell'età moderna, pubblicando rilevanti studi dedicati ad inquisitori, esorcisti e streghe, alla storia delle mentalità e dei comportamenti religiosi e sessuali e al controllo e alla repressione di essi da parte delle strutture ecclesiastiche nell'Italia della Controriforma.
La sua opera più nota è Inquisitori, esorcisti e streghe nell'Italia della Controriforma (Firenze 1990).
I temi di storia dell'Inquisizione e della confessione dei peccati sono sviluppati in due sintesi interpretative: Ricerche su confessione dei peccati e Inquisizione nell'Italia del Cinquecento (Napoli, 1997) e L'Inquisizione nell'Italia moderna (Roma-Bari 2002).
Le strategie ecclesiastiche di controllo dei comportamenti sessuali sono invece al centro delle monografie Esorcisti, confessori e sessualità femminile nell'Italia della Controriforma (Firenze 1999) e Amori proibiti. I concubini tra Chiesa e Inquisizione (Roma-Bari, 2008).